# Герман Григорій Іванович
Григорій Іванович Герман (1917 —2006) — радянський військовий льотчик, учасник німецько-радянської війни, Герой Радянського Союзу (1943).

## Біографія
Народився 25 лютого 1917 року у місті Житомир у сім'ї робітника. Українець. Закінчив 7 класів школи у Бердичіві. Працював секретарем комсомольської організації Вінницького обласного транстресту.
З 1938 року у РСЧА. В 1940 році закінчив Одеську військову авіаційну школу пілотів.
У діючій армії з червня 1941 року. Заступник командира ескадрильї 42-го винищувального авіаційного полку (240-а винищувальна авіаційна дивізія, 3-я повітряна армія, Калінінський фронт) лейтенант Г. І. Герман до вересня 1943 року здійснив 209 бойових вильотів, у 37-ми повітряних боях збив 16 літаків противника.
Після війни служив у ВПС СРСР. В 1949 році закінчив вищі офіцерські льотно-тактичні курси.
З 1955 року полковник Г. І. Герман у запасі. Від 1969 року жив у Вінниці.

## Звання та нагороди
28 березня 1943 року Г. І. Герману присвоєно звання Героя Радянського Союзу.
Також нагороджений:
- орденом Леніна
- 2-ма орденами Червоного прапора
- орденом Олександра Невського
- 2-ма орденами Вітчизняної війни 1 ступеня